# Genisteae
Genisteae (Bronn) Dumort, 1827 è una tribù di piante appartenenti alla famiglia delle Fabacee (sottofamiglia Faboideae).
Con il nome comune generico di ginestra si indicano molte delle specie appartenenti a questa tribù, in particolare molte di quelle appartenenti ai generi Calicotome, Cytisus, Genista, Spartium e Ulex.

## Descrizione
Le specie di questa tribù hanno prevalentemente portamento cespuglioso-arbustivo.
Sono in gran parte piante xerofile, con foglie semplici o ridotte, infiorescenze dense e fiori di tipo papilionaceo.
Una sinapomorfia condivisa con le altre tribù del ‘clade genistoide’ è la capacità di sintetizzare alcaloidi chinolizidinici.

## Distribuzione e habitat

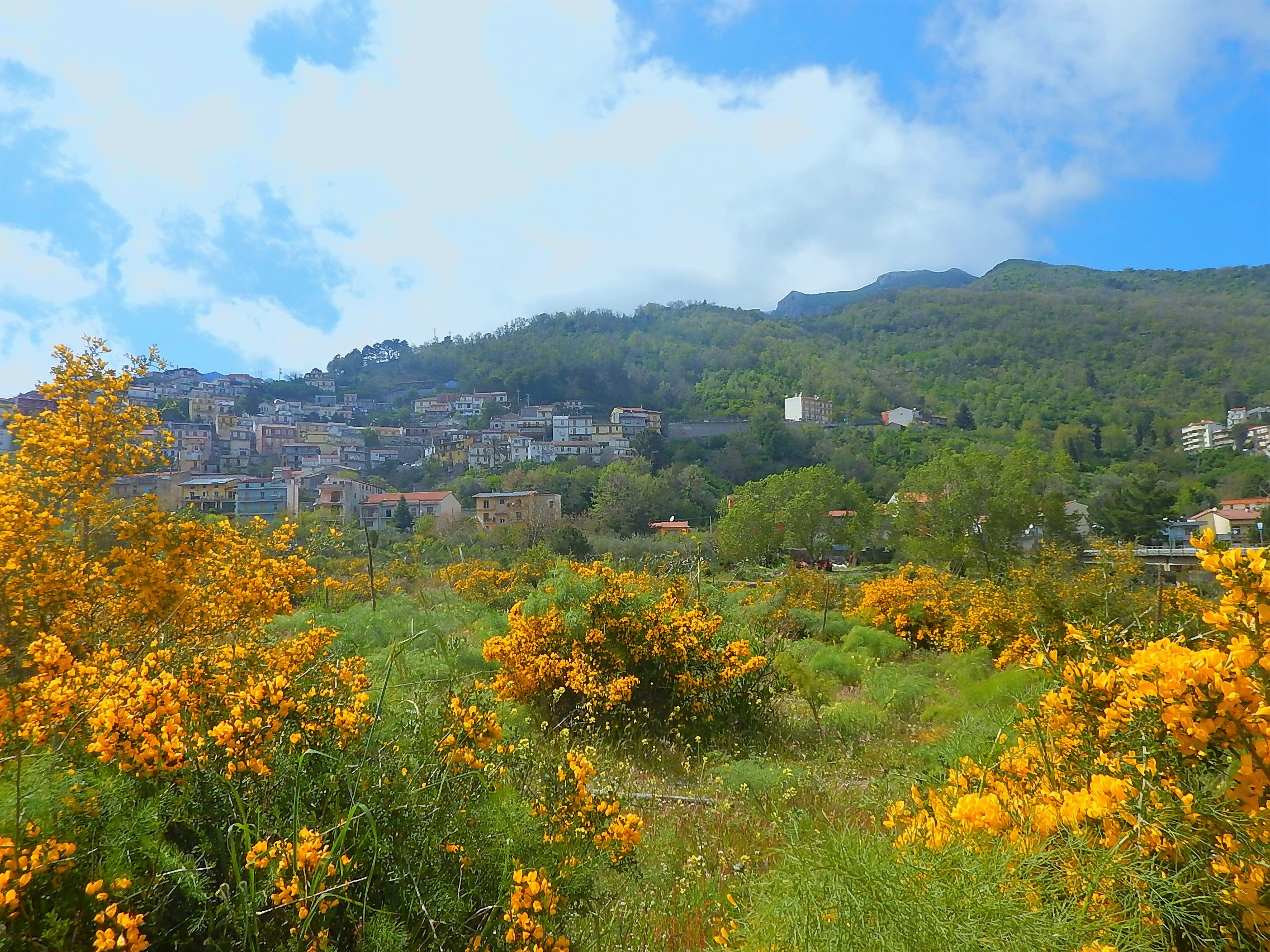
Ginestra in fiore a Fondachelli-Fantina, Sicilia

Le specie della tribù Genisteae sono diffuse nel bacino del Mediterraneo (Europa, Nord Africa e Medio Oriente) nonché nelle isole della Macaronesia. La maggiore biodiversità si registra nel settore occidentale del Mediterraneo (penisola iberica e Nord Africa), ove si concentra il 48% delle specie, e nella penisola balcanica (26%).

## Tassonomia

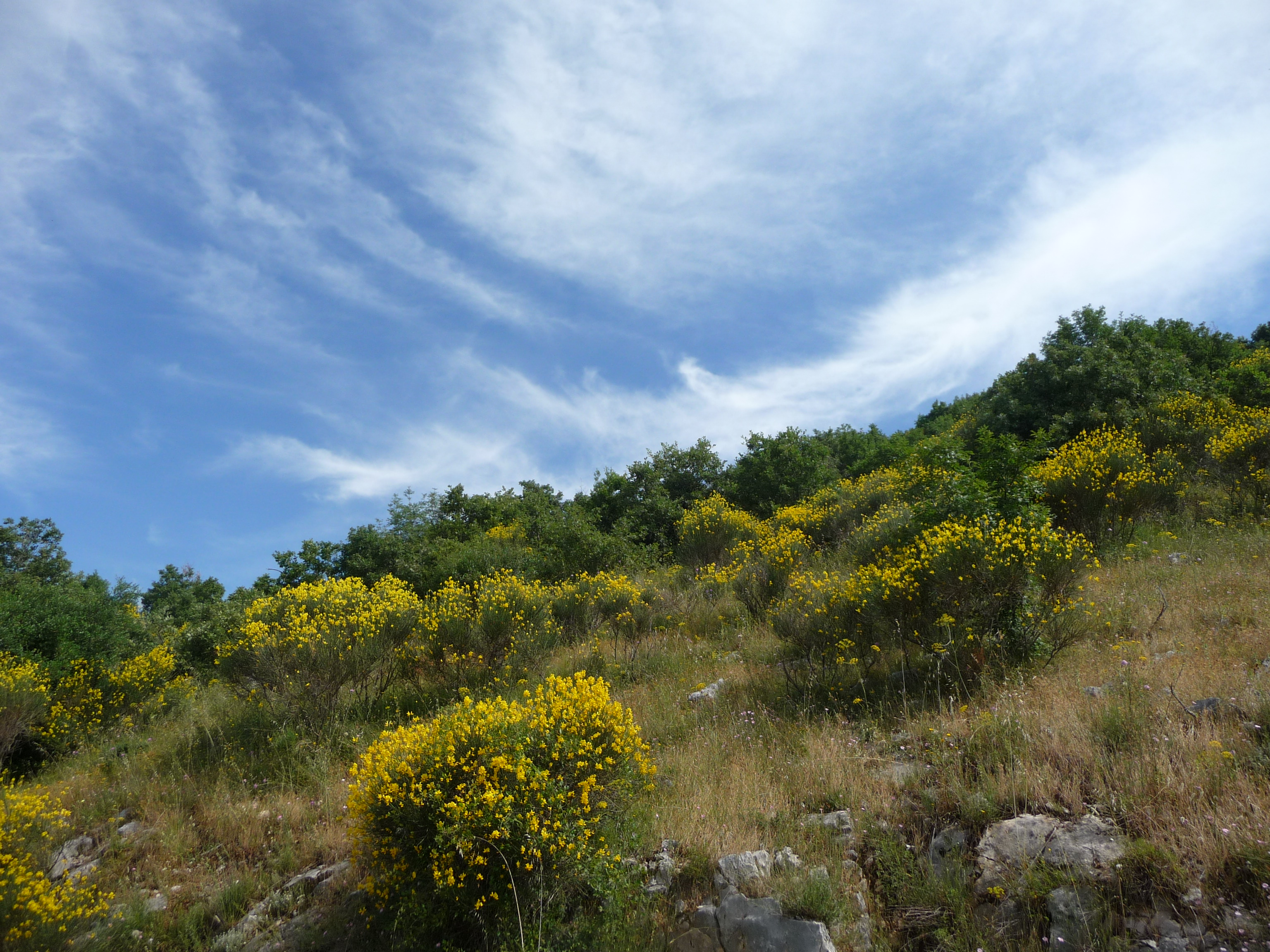
Ginestre in fiore a Ferentino, Lazio

Le Genisteae fanno parte del ‘clade genistoide’, un clade monofiletico che include anche Brongniartieae, Crotalarieae, Euchresteae, Podalyrieae, Thermopsideae e Sophoreae s.s..
La tribù comprende i seguenti generi:
- Adenocarpus DC.
- Anarthrophyllum Benth.
- Argyrocytisus (Maire) Frodin & Heywood ex Raynaud
- Argyrolobium Eckl. & Zeyh.
- Calicotome Link
- Chamaecytisus
- Cytisophyllum O. Lang
- Cytisus Desf.
- Dichilus DC.
- Echinospartum (Spach) Fourr.
- Erinacea Adans.
- Genista L.
- Gonocytisus Spach
- Hesperolaburnum Maire
- Laburnum Fabr.
- Lupinus L.
- Melolobium Eckl. & Zeyh.
- Petteria C. Presl
- Podocytisus Boiss. & Heldr.
- Polhillia C.H.Stirt.
- Retama Raf.
- Rivasgodaya Esteve
- Sellocharis Taub.
- Spartium L.
- Stauracanthus Link
- Ulex L.
- + Laburnocytisus (chimera ottenuta da innesto di Chamaecytisus purpureus su Laburnum anagyroides)

### Alcune specie

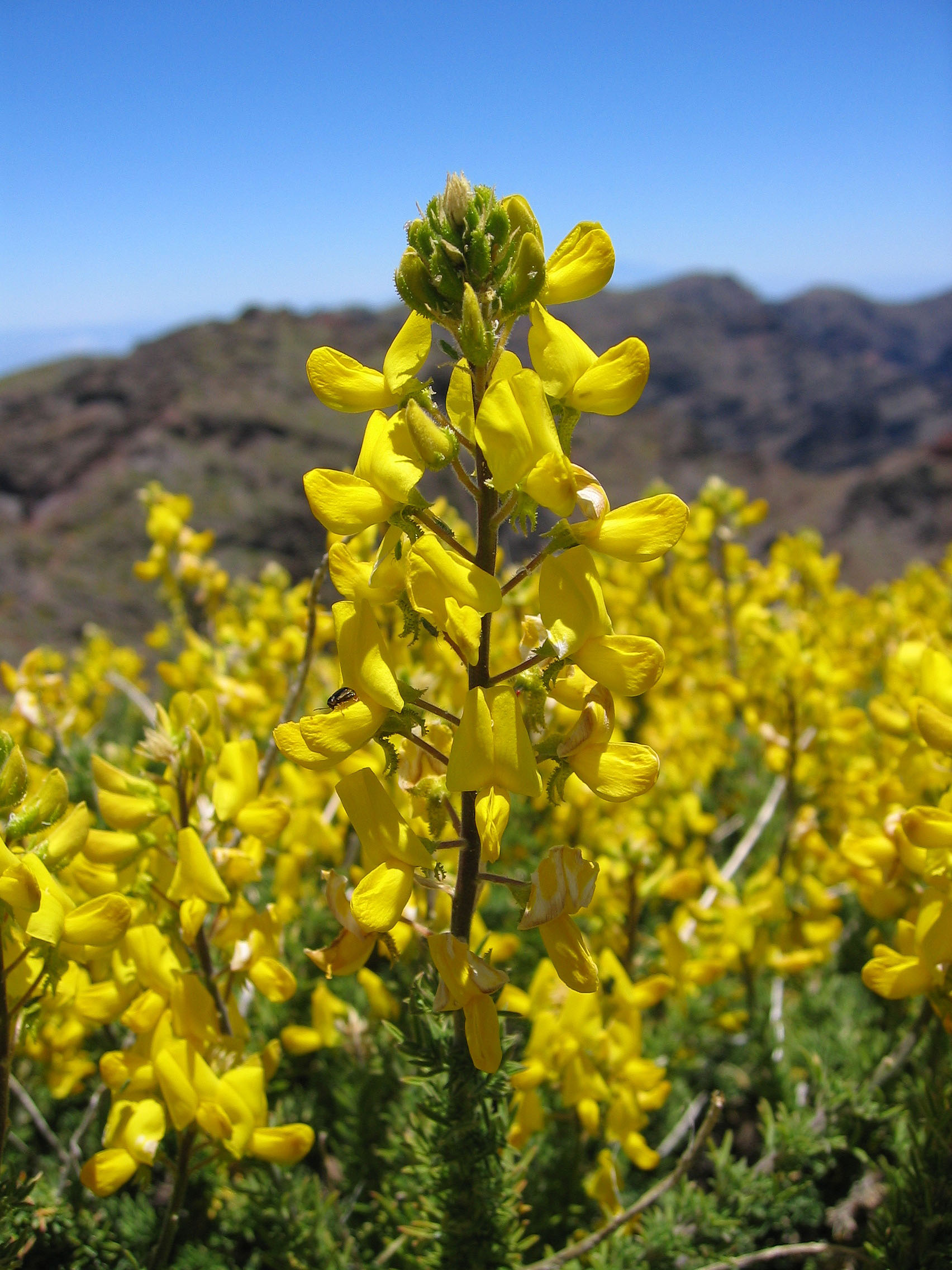
Adenocarpus viscosus
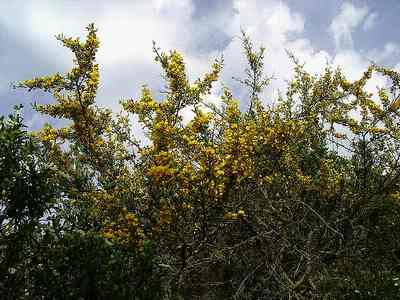
Ginestra spinosa Calicotome spinosa
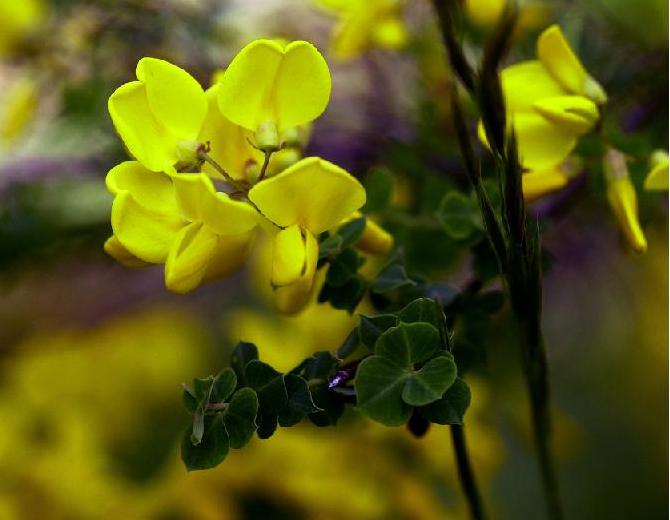
Citiso a foglie sessili Cytisophyllum sessilifolium
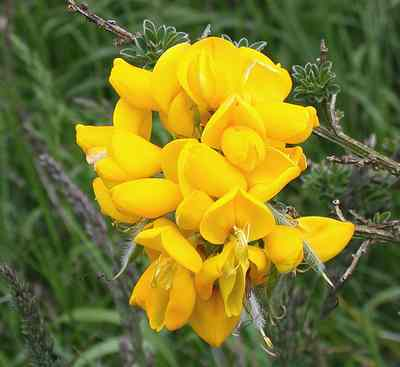
Ginestra dei carbonai Cytisus scoparius
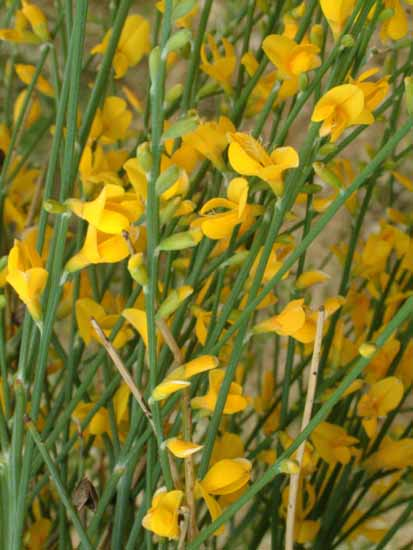
Ginestra dell'Etna Genista aetnensis
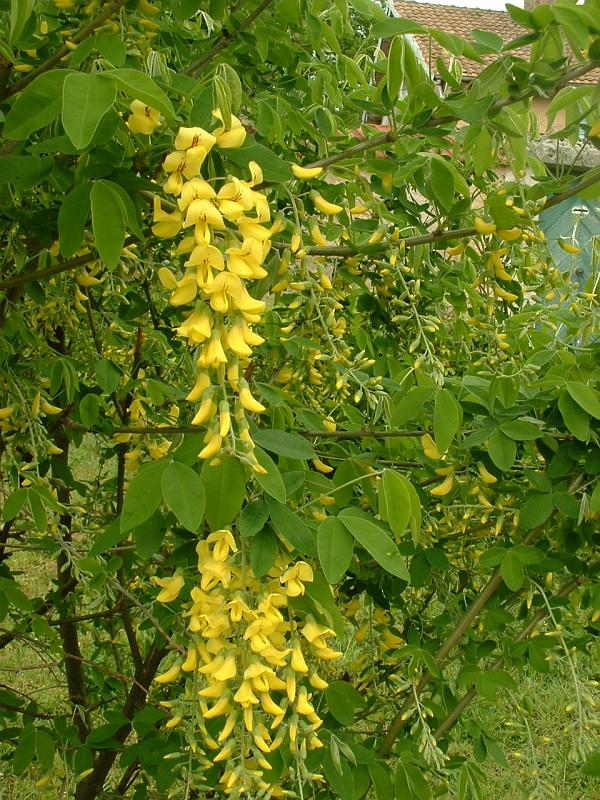
Maggiociondolo Laburnum anagyroides
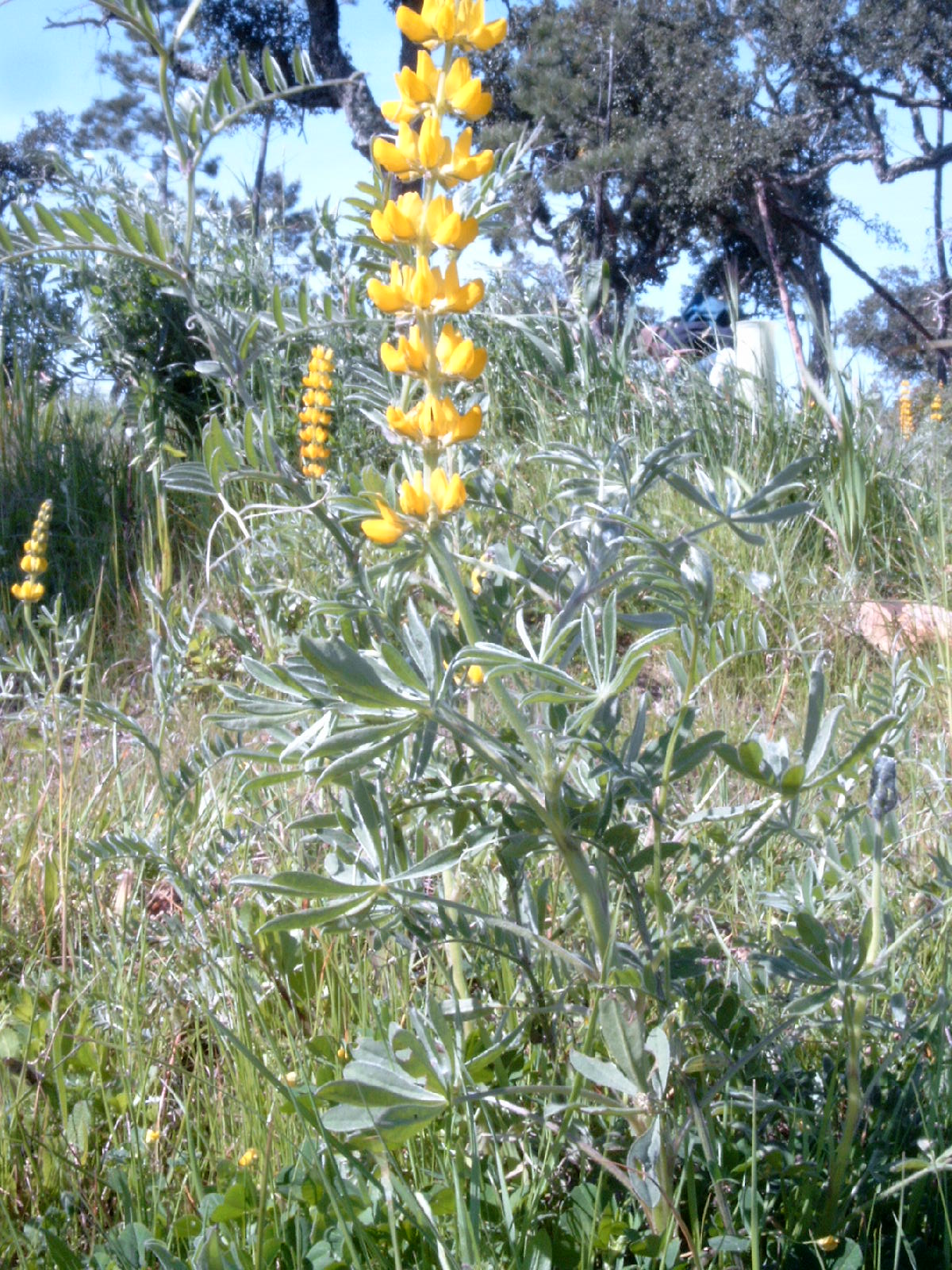
Lupino giallo Lupinus luteus
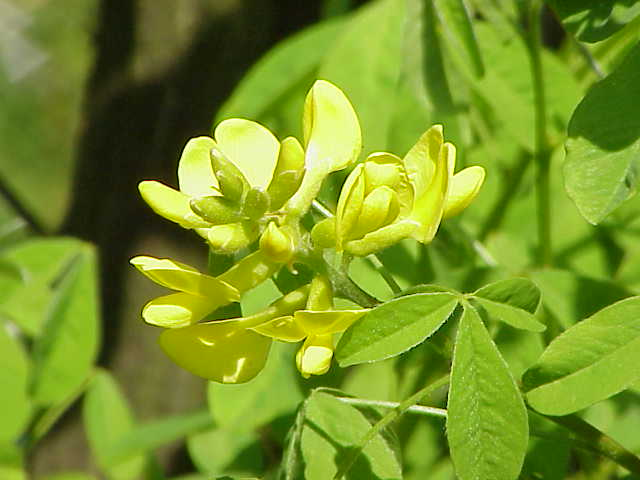
Petteria ramentacea
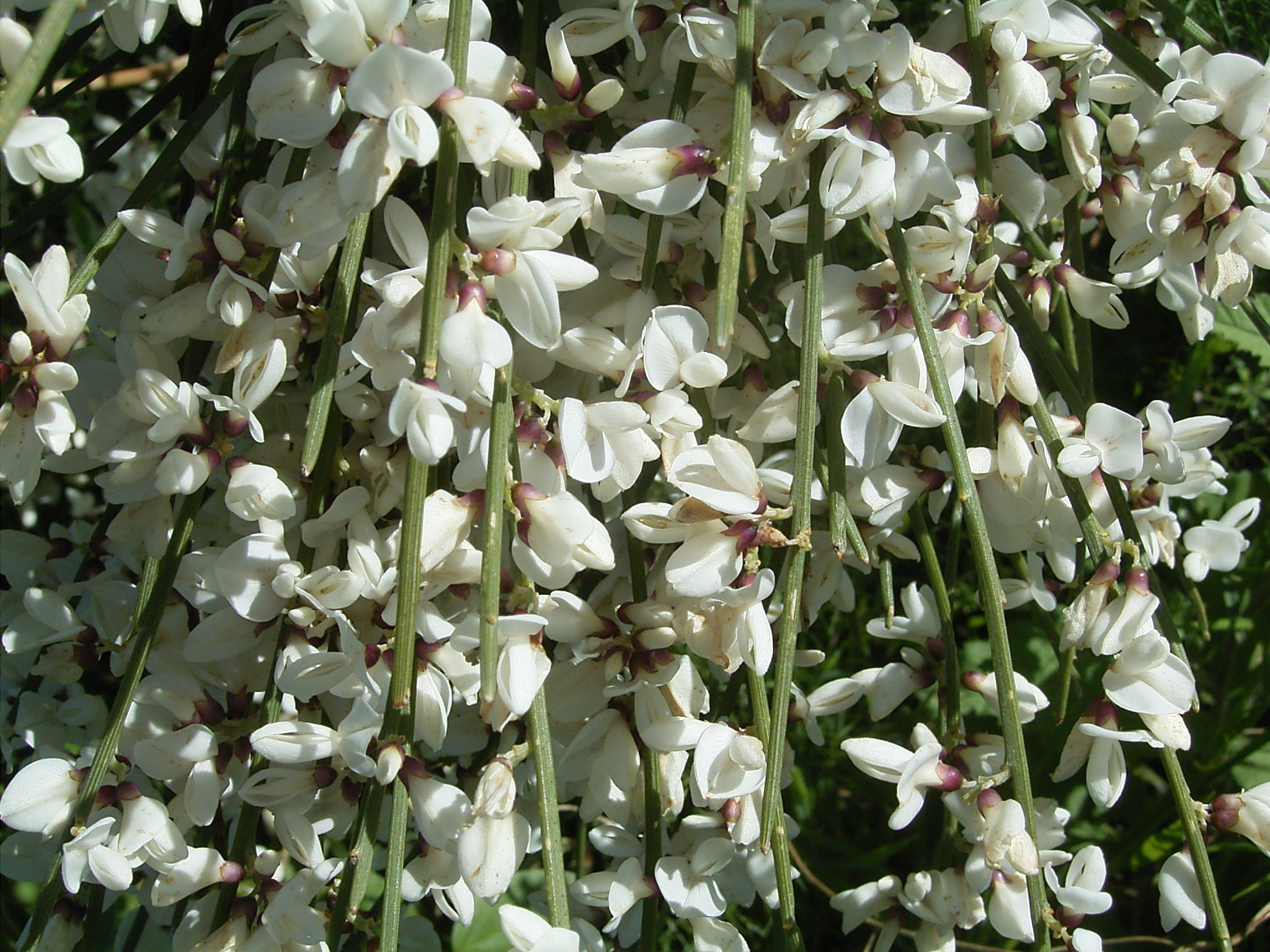
Ginestra bianca Retama raetam
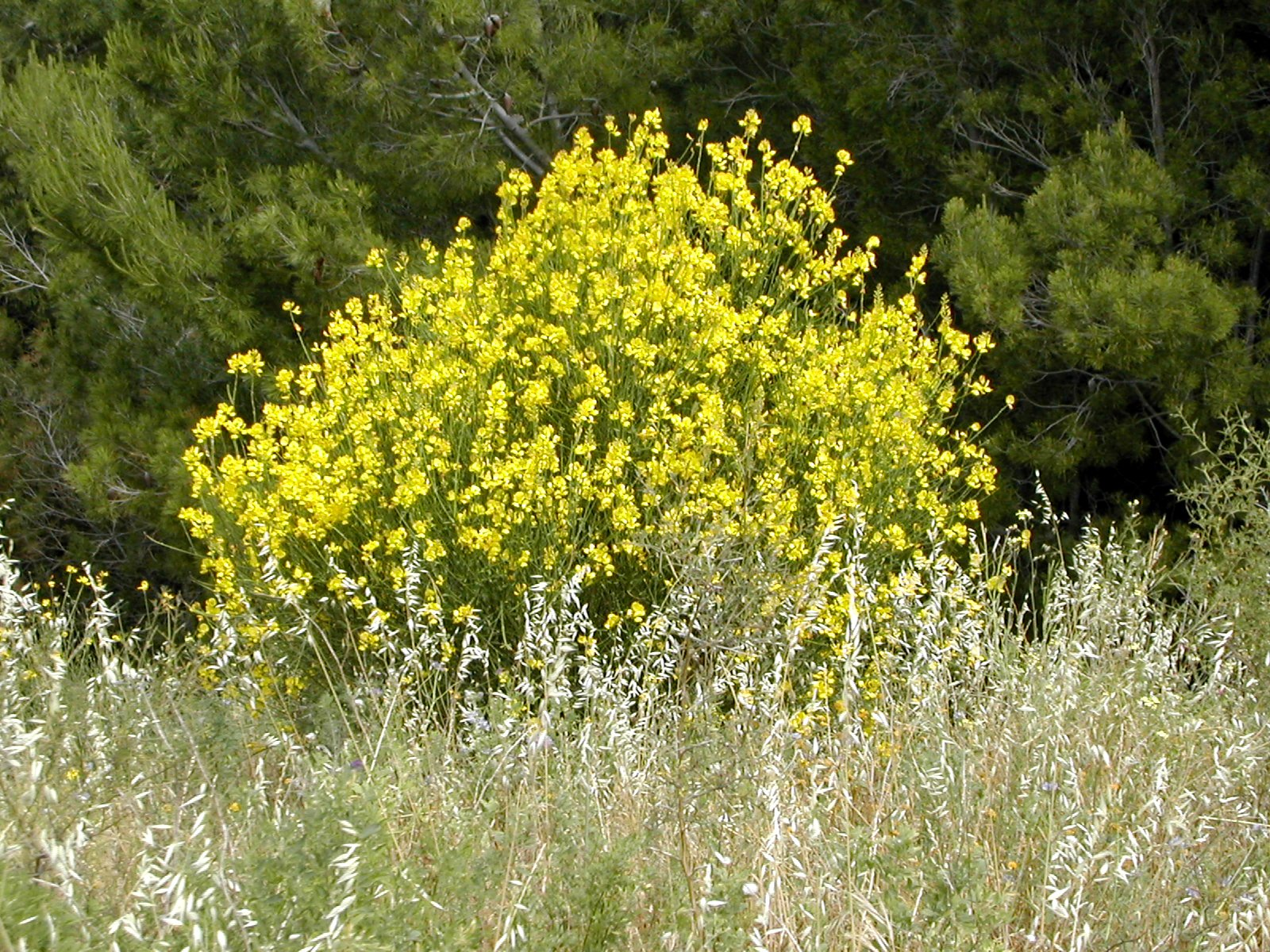
Ginestra odorosa Spartium junceum
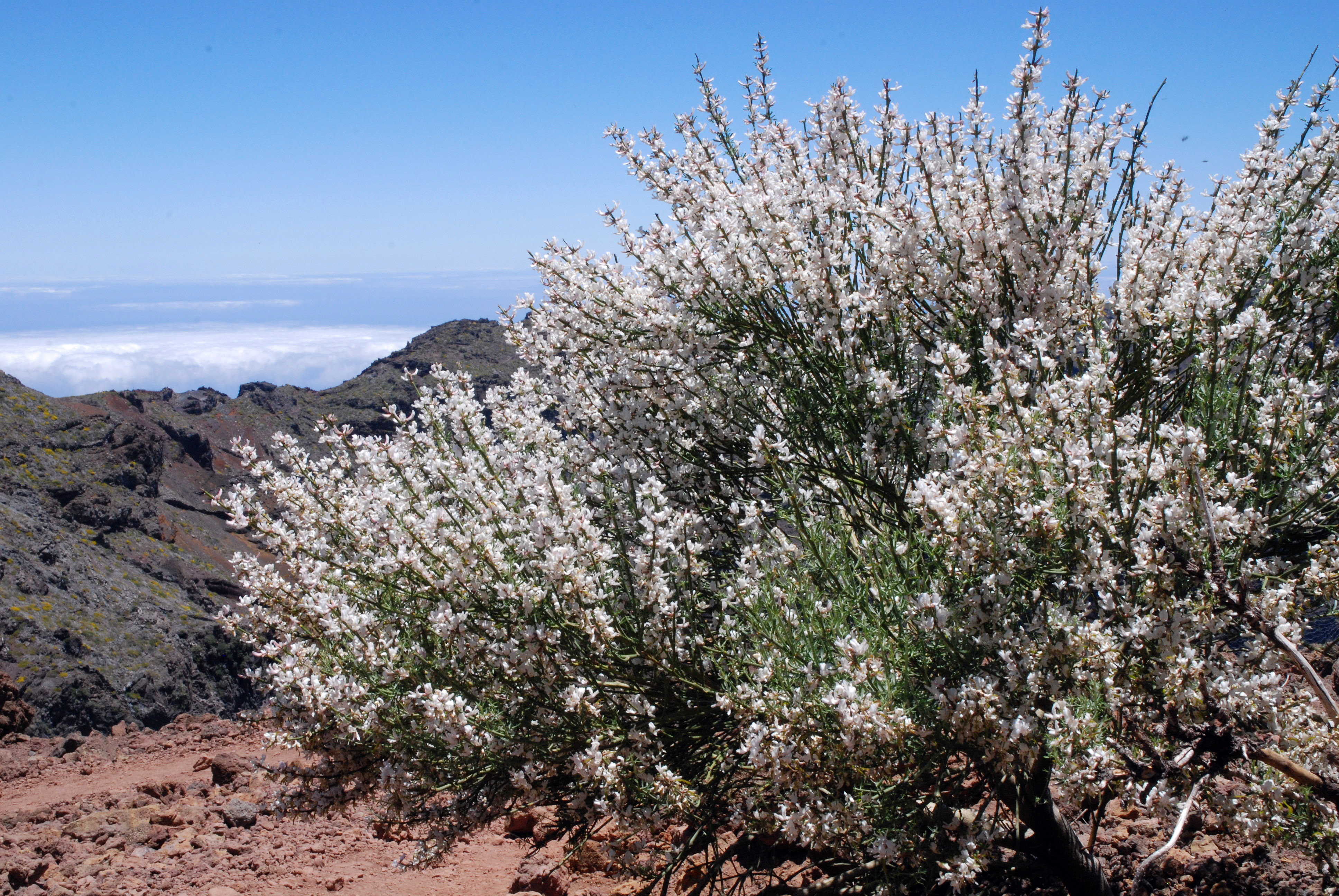
Retama del Teide Spartocytisus supranubius
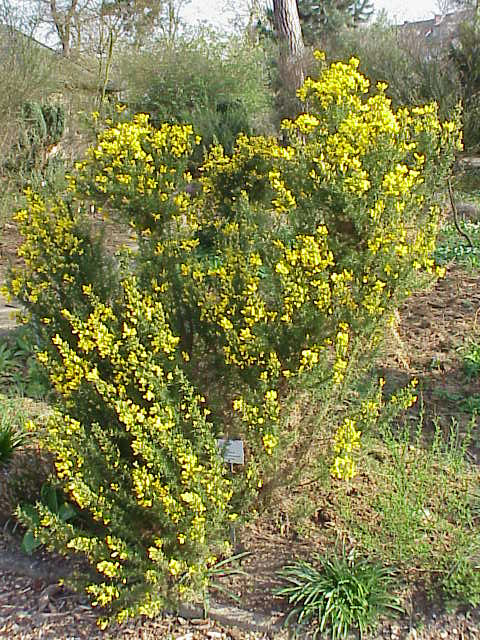
Ginestrone Ulex europaeus

## La ginestra nella cultura
La ginestra è celebrata nel poemetto lirico La ginestra di Giacomo Leopardi e compare anche nella poesia di Gabriele D'Annunzio La pioggia nel pineto.
La ginestra, nel linguaggio popolare, viene anche detta "frusta di Cristo", per la forma dei suoi rami.

## Etichettatura tessile
Nelle etichette tessili, la sigla di riferimento per indicare la presenza delle fibre della ginestra è "GI".